# Kanton Châteauroux-Est
Kanton Châteauroux-Est (francouzsky Canton de Châteauroux-Est) je francouzský kanton v departementu Indre v regionu Centre-Val de Loire. Tvoří ho tři obce.

## Obce kantonu
- Châteauroux (východní část)
- Déols
- Montierchaume